# Centrale nucléaire de Sanmen
La centrale nucléaire de Sanmen est située à environ 25 km à l'est de la ville de Sanmen, dans la province du Zhejiang en Chine. Mi-2023, la centrale est équipée de deux réacteurs AP 1000 opérationnels, 2 autres réacteurs AP 1000 sont en construction.

## Historique
La construction de la première tranche a démarré en février 2008 pour une mise en service initialement prévue en 2013,.
Le 1er réacteur (tranche 1 de Sanmen) a divergé pour la première fois le 21 juin 2018, il a été connecté au réseau pour la première fois le 30 juin 2018, et sa mise en service commerciale a été prononcée le 21 septembre 2018. C'est le premier réacteur AP 1000 an monde à être mis en service.
La tranche 2 de Sanmen a été connectée au réseau à mi-août 2018. Sa mise en service commerciale a été prononcée le 05 novembre 2018.
Les constructions des réacteurs 3 et 4 ont débuté respectivement les 28 juin 2022 et 23 mars 2023,.
À terme le site doit accueillir six unités AP1000. 

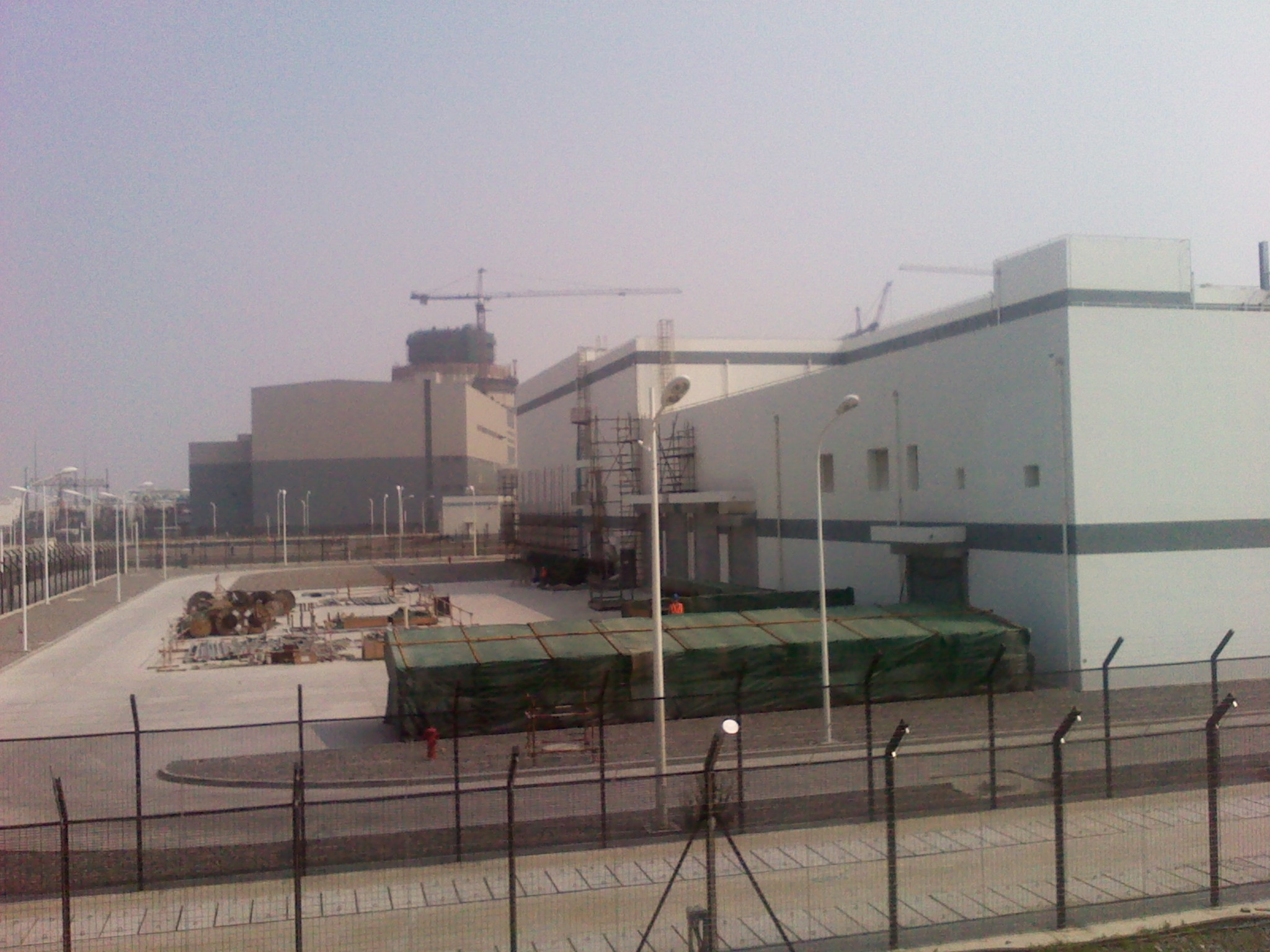
Centrale nucléaire AP1000 de Sanmen